# جک بلک
تامس جیکوب بلَک (انگلیسی: Thomas Jacob Black؛ زادهٔ ۲۸ اوت ۱۹۶۹) بازیگر، کمدین و موسیقی‌دان آمریکایی است. پس از ایفای نقش‌های مکمل در فیلم‌هایی مانند راه رفتن مرد مرده (۱۹۹۵)، پسر کابلی (۱۹۹۶)، مریخ حمله می‌کند! (۱۹۹۶)، و دشمن ملت (۱۹۹۸)، بلک با بازی در فیلم موزیکال وفادارانه (۲۰۰۰) به شهرت رسید. این موفقیت منجر به نقش‌های بزرگتری در فیلم‌هایی مثل هال ظاهربین (۲۰۰۱) و اورنج کانتی (۲۰۰۲) شد تا اینکه با بازی در مدرسه راک (۲۰۰۳) جایگاه خود را به‌عنوان یک ستاره تثبیت کرد.
پس از آن، در فیلم‌هایی مانند کینگ کونگ (۲۰۰۵)، تعطیلات (۲۰۰۶)، ناچوی قهرمان (۲۰۰۶)، تندر استوایی (۲۰۰۸)، برنی (۲۰۱۱)، مورمور (۲۰۱۶)، جومانجی: به جنگل خوش آمدید (۲۰۱۷) و خانه‌ای با ساعتی درون دیوارهایش (۲۰۱۸) حضور داشت. او همچنین صداپیشگی شخصیت پو در مجموعه پاندای کونگ‌فوکار (از ۲۰۰۸) و باوزر در فیلم فیلم برادران سوپر ماریو (۲۰۲۳) را برعهده داشته است. او در سال ۲۰۲۵ نقش شخصیت استیو را در فیلم ماینکرفت ایفا کرد.
بلک خواننده اصلی گروه دونفره تینیشس دی است که آن را در سال ۱۹۹۴ با دوست قدیمی‌اش کایل گاس تشکیل داد. آن‌ها در سال ۲۰۱۵ جایزه گرمی برای بهترین اجرای متال را برای قطعه «The Last in Line» برنده شدند. از سال ۲۰۱۸، بلک یک کانال یوتیوب به نام Jablinski Games دارد.

## اوایل زندگی
وی در کالیفرنیا از مادری یهودی به دنیا آمد. پدر و مادر وی در سن ۱۰ سالگی از یکدیگر جدا شدند. به گفته وی، وی در ۱۴ سالگی از اعتیاد به کوکائین رنج می‌برده است. وی حرفهٔ خود را در سال ۱۹۸۲ با حضور در تبلیغی تلویزیونی در سن ۱۳ سالگی آغاز کرد.

## فیلم‌ها
از آثار وی می‌توان به فیلم‌های زیر اشاره کرد:
| سال  | عنوان فیلم                                       | نقش                                              | توضیحات |
| ---- | ------------------------------------------------ | ------------------------------------------------ | --- |
| ۱۹۹۲ | باب رابرتس                                       | راجر دیویس                                       | |
| ۱۹۹۳ | هوابرد                                           | اوگی                                             | |
| ۱۹۹۳ | مرد خرابکار                                      | زباله‌گرد                                         | |
| ۱۹۹۴ | داستان بی‌پایان قسمت سوم                          | اسلیپ                                            | |
| ۱۹۹۵ | خدانگهدار عشق                                    | دی‌جی در مهمانی                                   | |
| ۱۹۹۵ | دنیای آب                                         | خلبان                                            | |
| ۱۹۹۵ | راه رفتن مرد مرده                                | کریگ پونسلت                                      | |
| ۱۹۹۶ | گنبد زیستی                                       |                                                  | به همراه گروه موسیقی خود |
| ۱۹۹۶ | پسر کابلی                                        | ریک لگاتوس                                       | |
| ۱۹۹۶ | فن                                               | تکنیسین پخش                                      | |
| ۱۹۹۶ | مریخ حمله می‌کند!                                 | بیلی گلن نوریس                                   | |
| ۱۹۹۶ | جهان‌های متقاطع                                   | استیو                                            | |
| ۱۹۹۷ | شغال                                             | یان لامونت                                       | |
| ۱۹۹۸ | جانی اسکیدمارک                                   | جری                                              | |
| ۱۹۹۸ | بونگ‌واتر                                         |                                                  | |
| ۱۹۹۸ | هنوز یادم است تابستان پیش چه کردی                | تیتوس تلسکو                                      | بدون ذکر در تیتراژ |
| ۱۹۹۸ | دشمن ملت                                         | ویولون‌زن                                         | |
| ۱۹۹۹ | گهواره خواهد جنبید                               |                                                  | |
| ۱۹۹۹ | نامه عاشقانه                                     |                                                  | بدون ذکر در تیتراژ |
| ۱۹۹۹ | پسر عیسی                                         |                                                  | |
| ۲۰۰۰ | وفادارانه                                        | بری                                              | |
| ۲۰۰۱ | کتاب فرانک                                       |                                                  | فیلم کوتاه |
| ۲۰۰۱ | نجات سیلورمن                                     | جی‌دی مک‌ناگنت                                     | |
| ۲۰۰۱ | هال ظاهربین                                      | هال لارسون                                       | |
| ۲۰۰۲ | اورنج کانتی                                      | انس برومدر                                       | |
| ۲۰۰۲ | رونی بدو!                                        | دودکش‌پاک کن                                      | |
| ۲۰۰۲ | عصر یخبندان                                      | زک                                               | صداپیشگی |
| ۲۰۰۳ | شام خوردن ملوین                                  | بیمار روانی                                      | |
| ۲۰۰۳ | مدرسه راک                                        | دوی فین                                          | جایزه گلدن گلوب بهترین بازیگر مرد فیلم موزیکال یا کمدی حلقه منتقدان فیلم نیویورک جایزه ستلایت جوایز برگزیده نوجوانان جایزه سینمایی ام‌تی‌وی                                        |
| ۲۰۰۴ | رشک                                              | نیک واندرپارک                                    | جایزه برگزیده مردم |
| ۲۰۰۴ | گوینده: افسانه ران برگندی                        | موتورسیکلت سوار                                  | |
| ۲۰۰۴ | داستان کوسه                                      | لنی                                              | صداپیشگی |
| ۲۰۰۵ | کینگ کونگ                                        | کارل دنهام                                       | |
| ۲۰۰۶ | ناچوی قهرمان                                     | ایگناسیو/ناچو                                    | همچنین تهیه‌کننده نامزد جایزه کودکان نیکلودین نامزد جایزه بهترین صحنه درگیری ام‌تی‌وی نامزد جایزه انتخاب نوجوان                                                                     |
| ۲۰۰۶ | تینیشس دی در پیک سرنوشت                          | جی‌بی                                             | همچنین تهیه‌کننده و نویسنده |
| ۲۰۰۶ | تعطیلات                                          | مایلز                                            | |
| ۲۰۰۶ | دنی روآن                                         |                                                  | |
| ۲۰۰۷ | مارگو در مراسم عروسی                             | مالکوم                                           | |
| ۲۰۰۷ | داستان دوی کاکس                                  | پل مک‌کارتنی                                      | بدون ذکر در تیتراژ |
| ۲۰۰۸ | مهربان باش، بپیچان                               | جری گربر                                         | |
| ۲۰۰۸ | پاندای کونگ‌فوکار                                 | پو                                               | صداپیشگی برنده جایزه کودکان نیکلودین برای بهترین صدای انیمیشن |
| ۲۰۰۸ | رازهای پنج جنگجو                                 | پو                                               | صداپیشگی فیلم کوتاه |
| ۲۰۰۸ | پراپ ۸: موزیکال                                  | عیسی مسیح                                        | فیلم کوتاه |
| ۲۰۰۸ | تندر استوایی                                     | جف پورتنوی                                       | |
| ۲۰۰۹ | سال یکم                                          | زد                                               | |
| ۲۰۱۰ | تعطیلات پاندای کونگ‌فوکار                         | پو                                               | صداپیشگی فیلم کوتاه |
| ۲۰۱۰ | سفرهای گالیور                                    | گالیور                                           | همچنین تهیه‌کننده نامزد جایزه کودکان نیکلودین جایزه تمشک طلایی |
| ۲۰۱۱ | پاندای کونگ‌فوکار ۲                               | پو                                               | صداپیشگی نامزد جایزه کودکان نیکلودین جایزه برگزیده مردم جوایز برگزیده نوجوانان                                                                                                   |
| ۲۰۱۱ | پاندای کونگ‌فوکار: اسرار استادان                  | پو                                               | صداپیشگی فیلم کوتاه |
| ۲۰۱۱ | برنی                                             | برنی تیده                                        | جایزه حلقه منتقدان فیلم نیویورک برای بهترین بازیگر نقش اول مرد جایزه گلدن گلوب بهترین بازیگر مرد فیلم موزیکال یا کمدی جایزه ایندیپندنت اسپیریت جایزه انجمن منتقدان پخش‌کننده فیلم |
| ۲۰۱۱ | بیگ یر                                           | برد هریس                                         | |
| ۲۰۱۱ | ماپت‌ها                                           | خودش                                             | بدون ذکر در تیتراژ |
| ۲۰۱۴ | نوار سکس                                         | صاحب یوپورن                                      | بدون ذکر در تیتراژ |
| ۲۰۱۵ | قطار دی                                          | دن لندزمن                                        | همچنین تهیه‌کننده |
| ۲۰۱۵ | مورمور                                           | آر.ال. استاین صداپیشگی اسلپی صداپیشگی پسر نامرئی | |
| ۲۰۱۶ | پاندای کونگ‌فوکار ۳                               | پو                                               | صداپیشگی نامزد جایزه کودکان نیکلودین |
| ۲۰۱۶ | پاندای کونگ‌فوکار: طومار اسرار                    | پو                                               | صداپیشگی فیلم کوتاه |
| ۲۰۱۷ | پادشاه پولکا                                     | جین لوان                                         | همچنین تهیه‌کننده |
| ۲۰۱۷ | جومانجی: به جنگل خوش آمدید                       | پروفسور شلدون (شلی) اوبرون                       | |
| ۲۰۱۸ | نگران نباشید، او با پای پیاده زیاد دور نخواهد شد | دکستر                                            | |
| ۲۰۱۸ | مسابقه غیرمنتظره                                 | کلانتر                                           | |
| ۲۰۱۸ | خانه‌ای با ساعتی درون دیوارهایش                   | جاناتان بارناولت                                 | |
| ۲۰۱۸ | مورمور۲: هالووین جن‌زده                           | آر.ال. استاین                                    | بدون ذکر در تیتراژ |
| ۲۰۱۹ | جومانجی: مرحله بعدی                              | Professor Sheldon "Shelly" Oberon                | |
| ۲۰۲۲ | آپولو ۱۰٫۵: کودکی در عصر فضا                     | Adult Stanley                                    | صداپیشه |
| ۲۰۲۲ | ویرد: داستان ال یانکوویک                         | Wolfman Jack                                     | |
| ۲۰۲۳ | فیلم برادران سوپر ماریو                          | باوزر                                            | صداپیشه |
| ۲۰۲۴ | پاندای کونگ‌فوکار ۴                               | پو                                               | صداپیشه |
| ۲۰۲۴ | سرزمین‌های مرزی                                   | Claptrap                                         | صداپیشه |
| ۲۰۲۴ | Free LSD                                         | The Crazed Scientist                             | |
| ۲۰۲۴ | Dear Santa                                       | آسمودئوس / "شیطان" / "بابا نوئل"                 | |
| ۲۰۲۵ | فیلم ماینکرفت                                    | استیو                                            | بازیگر |
| ۲۰۲۵ | آناکوندا                                         | Doug McCallister                                 | |

## مجری گری
- جایزه سینمایی ام‌تی‌وی (۲۰۰۲)
- جایزه موزیک ویدئوی ام‌تی‌وی (۲۰۰۶)
- جایزه برگزیده کودکان نیکلودین (۲۰۰۶)
- جایزه برگزیده کودکان نیکلودین (۲۰۰۸)
- جوایز بازی‌های ویدئویی اسپایک (۲۰۰۸)
- جایزه برگزیده کودکان نیکلودین (۲۰۱۱)